# Dumfries a Galloway
Dumfries and Galloway (ve skotské gaelštině Dùn Phris agus an Gall-Ghaidhealaibh) je správní oblast na jihozápadě Skotska, která je rozlohou třetí největší ze všech 32 oblastí. Oblast sousedí na severu s kraji South Ayrshire, East Ayrshire a South Lanarkshire, na východě s krajem Scottish Borders a na jihu se správní oblastí Cumbria, která již patří do Anglie. Západní část kraje je lemována Irským mořem.

## Města a vesnice v oblasti

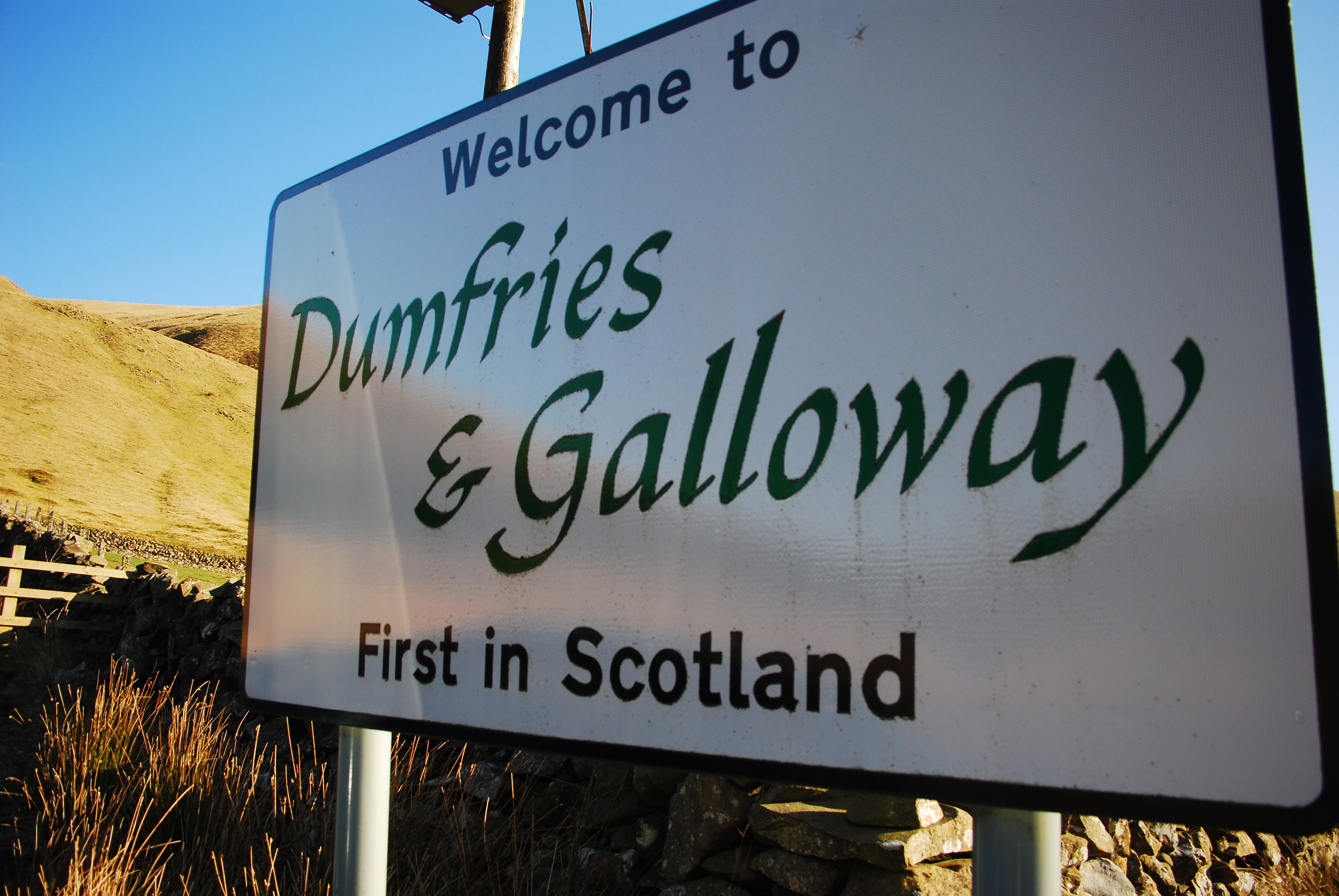
Uvítací cedule na hranici Dumfries a Galloway

Mapa obvodů

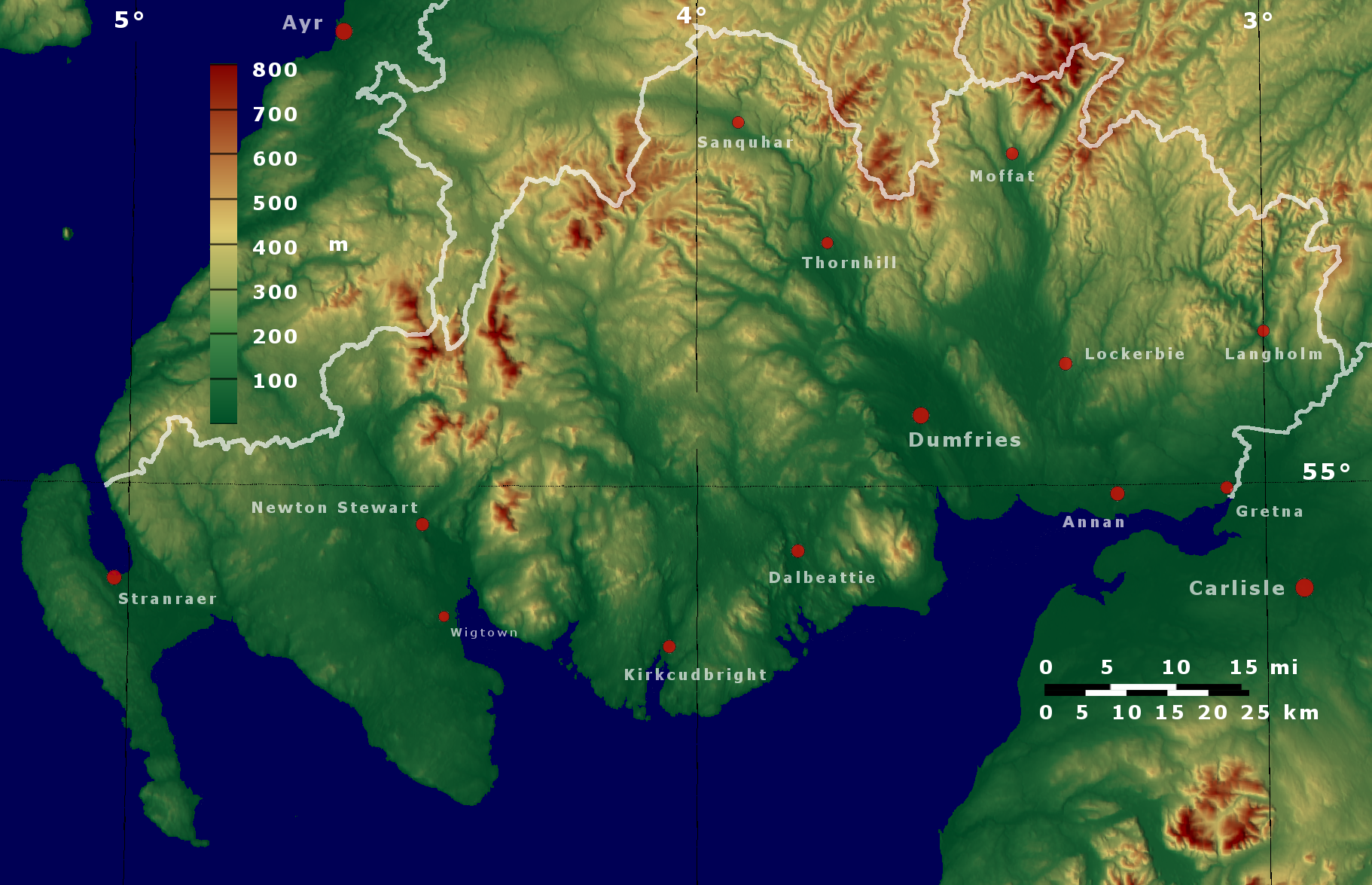
Topografická mapa

- Ae, Airieland, Airds of Kells, Annan, Anwoth, Ardwell
- Beattock, Beeswing
- Caerlaverock, Cairngaan, Cairnryan, Cargenbridge, Carsphairn, Castle Douglas, Castle Kennedy, Clarencefield, Corsock, Creetown
- Dalbeattie, Dalton, Drumlanrig, Drummore, Dumfries, Dundrennan, Dunscore
- Eastriggs, Ecclefechan, Eskdalemuir
- Garlieston, Gatehouse of Fleet, Glenluce, Gretna Green
- Johnstonebridge
- Keir, Kippford, Kirkcolm, Kirkcudbright
- Langholm, Lochmaben, Lockerbie
- Millhousebridge, Moffat, Moniaive, Mull of Galloway
- New Abbey, New Galloway, New Luce, Newton Stewart, Newton Wamphray
- Palnackie, Parton, Penpont, Portpatrick
- Ruthwell
- Sandhead, Sanquhar, St. John's Town of Dalry, Stranraer
- Terregles, Thornhill, Twynholm
- Wanlockhead, Whithorn, Wigtown